# Minot (Einheit)
Minot war ein französisches Volumenmaß für Salz und Getreide. Als Fruchtmaß in Kanada  wich das Litermaß nur leicht in den Nachkommastellen ab.
- 1 Minot = 3 Boisseaux = 48 Litrons
- 1 Minot = 1967 ⅓ Pariser Kubikzoll = 39 Liter (39,15 Liter[1])
- 1 Mine = 2 Minots
- 1 Setier = 4 Minots
- 1 Muid = 48 Minots